# 19e cérémonie des Oscars
La 19e cérémonie des Oscars du cinéma s'est déroulée le 13 mars 1947 au Shrine Auditorium, à Los Angeles (Californie).

## Palmarès

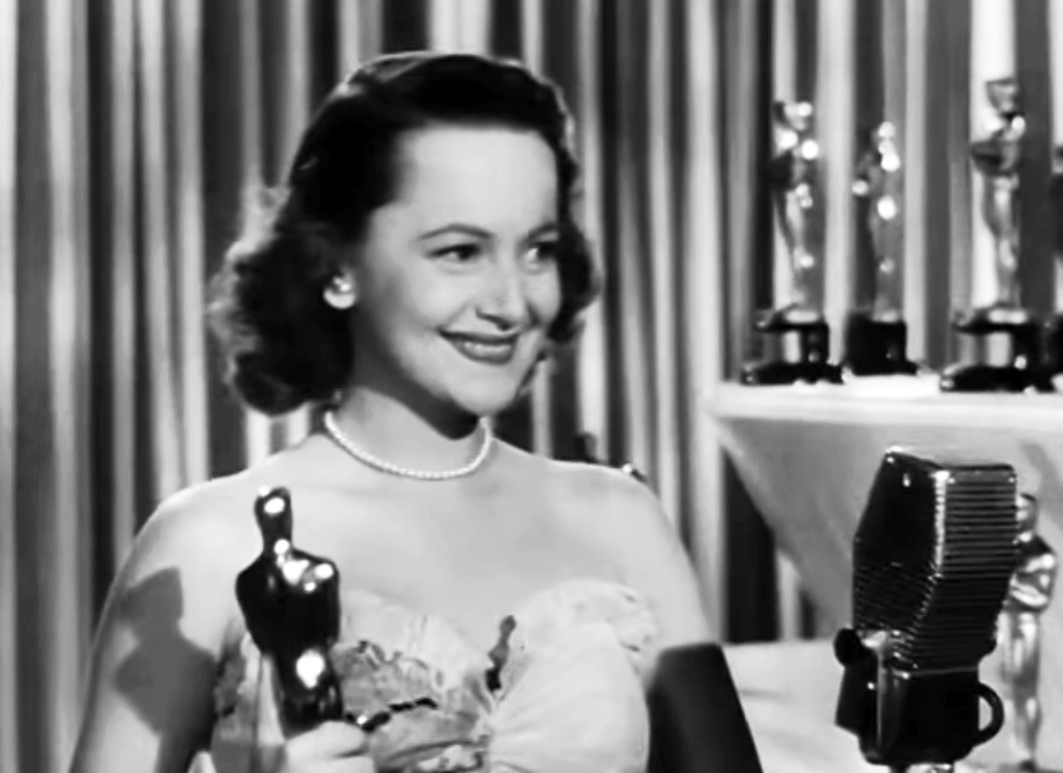
Olivia de Havillandlors de la cérémonie des Oscars 1946.

### Meilleur film
- Les Plus Belles Années de notre vie (The Best Years of Our Lives), produit par Samuel Goldwyn Productions
  - Le Fil du rasoir (The Razor's Edge), produit par 20th Century Fox
  - Henry V, produit par J. Arthur Rank-Two Cities Films
  - Jody et le Faon (The Yearling), produit par Metro-Goldwyn-Mayer
  - La vie est belle (It's a Wonderful Life), produit par Liberty Films

### Meilleur réalisateur
- William Wyler pour Les Plus Belles Années de notre vie (The Best Years of Our Lives)
  - David Lean pour Brève Rencontre (Brief Encounter)
  - Frank Capra pour La vie est belle (It's a Wonderful Life)
  - Robert Siodmak pour Les Tueurs (The Killers)
  - Clarence Brown pour Jody et le Faon (The Yearling)

### Meilleur acteur
- Fredric March pour le rôle du sergent Al Stephenson dans Les Plus Belles Années de notre vie (The Best Years of Our Lives) 
  - James Stewart pour le rôle de George Bailey dans La vie est belle (It's a Wonderful Life)
  - Laurence Olivier pour le rôle du roi Henri V dans Henry V
  - Larry Parks pour le rôle d'Al Jolson dans Le Roman d'Al Jolson (The Jolson Story)
  - Gregory Peck pour le rôle d'Ezra "Penny" Baxter dans Jody et le Faon (The Yearling)

### Meilleure actrice
- Olivia de Havilland pour le rôle de Jody Norris dans À chacun son destin (To Each His Own)
  - Celia Johnson pour le rôle de Laura Jesson dans Brève Rencontre (Brief Encounter)
  - Jennifer Jones pour le rôle de Pearl Chavez dans Duel au soleil (Duel in the Sun)
  - Rosalind Russell pour le rôle de la sœur Elizabeth Kenny dans Sœur Kenny (Sister Kenny)
  - Jane Wyman pour le rôle d'Orry Baxter dans Jody et le Faon (The Yearling)

### Meilleur acteur dans un second rôle
- Harold Russell pour le rôle de Homer Parrish dans Les Plus Belles Années de notre vie (The Best Years of Our Lives)
  - Claude Rains pour le rôle d'Alexander Sebastian dans Les Enchaînés (Notorious)
  - Charles Coburn pour le rôle d'Alexander 'Dandy' Gow dans Les Vertes Années (The Green Years)
  - William Demarest pour le rôle de Steve Martin dans Le Roman d'Al Jolson (The Jolson Story)
  - Clifton Webb pour le rôle d'Elliott Templeton dans Le Fil du rasoir (The Razor's Edge)

### Meilleure actrice dans un second rôle
- Anne Baxter pour le rôle de Sophie MacDonald dans Le Fil du rasoir (The Razor's Edge)
  - Gale Sondergaard pour le rôle de Lady Thiang dans Anna et le Roi de Siam (Anna and the King of Siam)
  - Lillian Gish pour le rôle de Laura Mc Canless dans Duel au soleil (Duel in the Sun)
  - Flora Robson pour le rôle d'Angélique Buiton dans L'Intrigante de Saratoga (Saratoga Trunk)
  - Ethel Barrymore pour le rôle de Mme Warren dans Deux Mains, la nuit (The Spiral Staircase)

### Meilleur scénario original
- Muriel Box et Sydney Box pour Le Septième Voile (The Seventh Veil)
  - Raymond Chandler pour Le Dahlia bleu (The Blue Dahlia)
  - Jacques Prévert pour Les Enfants du paradis
  - Ben Hecht pour Les Enchaînés (Notorious)
  - Norman Panama et Melvin Frank pour En route vers l'Alaska (Road to Utopia)

### Meilleur scénario adapté
- Robert E. Sherwood pour Les Plus Belles Années de notre vie (The Best Years of Our Live), d'après le roman Glory for Me de MacKinlay Kantor
  - Sally Benson et Talbot Jennings pour Anna et le Roi de Siam (Anna and the King of Siam), d'après le roman Anna et le Roi de Siam de Margaret Landon
  - Anthony Havelock-Allan, David Lean et Ronald Neame pour Brève Rencontre (Brief Encounter), d'après la pièce Still Life de Noël Coward
  - Anthony Veiller pour Les Tueurs (The Killers), d'après la nouvelle Les Tueurs de Ernest Hemingway
  - Sergio Amidei et Federico Fellini pour Rome, ville ouverte (Roma, città aperta), d'après une histoire de Sergio Amidei et Alberto Consiglio

### Meilleure histoire originale
- Clemence Dane pour Le Verdict de l'amour (Vacation from Marriage)
  - Vladimir Pozner pour La Double Énigme (The Dark Mirror)
  - John Patrick pour L'Emprise du crime (The Strange Love of Martha Ivers)
  - Victor Trivas pour Le Criminel (The Stranger)
  - Charles Brackett pour À chacun son destin (To Each His Own)

### Meilleurs décors
Noir et blanc
- Anna et le Roi de Siam (Anna and the King of Siam) – Directeurs artistiques : William S. Darling et Lyle Wheeler - Chefs décorateurs : Thomas Little et Frank E. Hughes
  - La Duchesse des bas-fonds (Kitty) – Directeurs artistiques : Hans Dreier et Walter H. Tyler - Chefs décorateurs : Samuel M. Comer et Ray Moyer
  - Le Fil du rasoir (The Razor’s Edge) – Directeurs artistiques : Richard Day, Nathan Juran - Chefs décorateurs : Thomas Little et Paul S. Fox

Couleur
- Jody et le Faon (The Yearling) – Directeurs artistiques : Cedric Gibbons et Paul Groesse - Chefs décorateurs : Edwin B. Willis
  -     - César et Cléopâtre (Caesar and Cleopatra) – Directeur artistique : John Bryan
    - Henry V – Directeurs artistiques : Paul Sheriff et Carmen Dillon

### Meilleure photographie
Noir et blanc
- Arthur C. Miller pour Anna et le Roi de Siam (Anna and the King of Siam)
  - George Folsey pour Les Vertes Années (The Green Years)

Couleur
- Charles Rosher, Leonard Smith et Arthur E. Arling pour Jody et le Faon (The Yearling)
  - Joseph Walker pour Le Roman d'Al Jolson (The Jolson Story)

### Meilleur montage
- Daniel Mandell pour Les Plus Belles Années de notre vie (The Best Years of Our Lives)
  - William Hornbeck pour La vie est belle (It's a Wonderful Life)
  - William A. Lyon pour Le Roman d'Al Jolson (The Jolson Story)
  - Arthur Hilton pour Les Tueurs (The Killers)
  - Harold F. Kress pour Jody et le Faon (The Yearling)

### Meilleur son
- John P. Livadary (Columbia Studio Sound Department) pour Le Roman d'Al Jolson (The Jolson Story)
  - Gordon E. Sawyer (Samuel Goldwyn Studio Sound Department) pour Les Plus Belles Années de notre vie (The Best Years of Our Lives)
  - John O. Aalberg (en) (RKO Radio Studio Sound Department) pour La Vie est belle (It's a Wonderful Life)

### Meilleure musique de film
Film dramatique ou comédie
- Hugo Friedhofer pour Les Plus Belles Années de notre vie (The Best Years of Our Lives)
  - Bernard Herrmann pour Anna et le Roi de Siam (Anna and the King of Siam)
  - William Walton pour Henry V
  - Franz Waxman pour Humoresque
  - Miklós Rózsa pour Les Tueurs (The Killers)

Film musical
- Morris Stoloff pour Le Roman d'Al Jolson (The Jolson Story)
  - Robert Emmett Dolan pour La Mélodie du bonheur (Blue Skies)
  - Alfred Newman et Jerome Kern pour Quadrille d'amour (Centennial Summer)
  - Lennie Hayton pour Les Demoiselles Harvey (The Harvey Girls)
  - Ray Heindorf et Max Steiner pour Nuit et Jour (Night and Day)

### Meilleure chanson
- On the Atchison, Topeka and the Santa Fe dans Les Demoiselles Harvey (The Harvey Girls) – Musique : Harry Warren ; paroles : Johnny Mercer
  - All Through the Day dans Quadrille d'amour (Centennial Summer) – Musique : Jerome Kern (à titre posthume) ; paroles : Oscar Hammerstein II
  - I Can't Begin to Tell You dans Les Dolly Sisters (The Dolly Sisters) – Musique : James V. Monaco (en) (à titre posthume) ; paroles : Mack Gordon (en)
  - Ole Buttermilk Sky dans Le Passage du canyon (Canyon Passage) – Musique : Hoagy Carmichael ; paroles : Jack Brooks
  - You Keep Coming Back Like a Song dans La Mélodie du bonheur (Blue Skies) – Paroles et musique : Irving Berlin

### Meilleur film documentaire
non attribué en 1947

### Meilleurs effets spéciaux
- L'esprit s'amuse (Blithe Spirit) - Effets visuels : Tom Howard
  - La Voleuse (A Stolen Life) - Effets visuels : William C. McGann - Effets sonores : Nathan Levinson

### Meilleur court métrage en prises de vues réelles
Une bobine
- Facing Your Danger (en) de Edwin E. Olsen
  - Dive-Hi Champs
  - Golden Horses
  - Smart as a Fox
  - Sure Cures

Deux bobines
- A Boy and His Dog (en) de LeRoy Prinz
  - College Queen de George Templeton
  - Hiss and Yell de Jules White
  - The Luckiest Guy in the World de Joseph M. Newman

### Meilleur court métrage documentaire
- Seeds of Destiny (en) de David Miller
  - Atomic Power (en) de Jack Glenn
  - Life at the Zoo (en)
  - Paramount News Issue #37
  - Traffic with the Devil (en) de Gunther von Fritsch

### Meilleur court métrage d'animation
- Tom et Jerry au piano (The Cat Concerto) de William Hanna et Joseph Barbera
  - Musical Moments from Chopin (en) de Dick Lundy
  - John Henry and the Inky-Poo (en) de George Pal
  - Les Locataires de Mickey, série Mickey Mouse, de Jack Hannah
  - Walky Talky Hawky de Robert McKimson

## Oscars d'honneur
- Laurence Olivier
- Harold Russell
- Ernst Lubitsch
- Claude Jarman Jr.

## Oscar en mémoire d'Irving Thalberg
- Samuel Goldwyn

## Statistiques

### Récompenses multiples
- 7 Oscars : Les Plus Belles Années de notre vie
- 2 Oscars : Anna et le Roi de Siam, Le Roman d'Al Jolson, Jody et le Faon

### Nominations multiples
- 8 nominations : Les Plus Belles Années de notre vie
- 7 nominations : Jody et le Faon
- 6 nominations : Le Roman d'Al Jolson
- 5 nominations : Anna et le Roi de Siam, La vie est belle
- 4 nominations : Henry V, Les Tueurs, Le Fil du rasoir
- 3 nominations : Brève Rencontre
- 2 nominations : La Mélodie du bonheur, Quadrille d'amour, Duel au soleil, Les Vertes Années, Les Demoiselles Harvey, Les Enchaînés, À chacun son destin